# Kadir İnanır
Kadir İnanır (Fatsa, 15 april 1949) is een Turks filmacteur en regisseur.
İnanır heeft sinds 1967 in 43 films gespeeld. In de Turkse filmindustrie (‘Yeşilçam’) heeft hij vaak de rol als stoere macho-man die vecht tegen onrecht. Kadir İnanır en Türkan Şoray zijn een van de bekendste partners van de Turkse cinema Yeşilçam.

## Filmografie
- 1968 Yedi Adım Sonra, Dertli Gönlüm
- 1969 Çılgınlar Cehennemi, Yaralı Kalp, Fato
- 1970 Ankara Ekspresi, Kara Gözlüm, Mechul Kadın, Dağların Kartalı, Dört Kabadayı
- 1971 Unutulan Kadın, Üç Arkadaş, Azrailin Beş Atlısı, Kara Gün, Kerem ile Aslı, Mualla, Aslanlar Kükreyince
- 1972 Asi Gençler, Dönüş, Leyla ile Mecnun, Utanç, Kanlı Para, Paprika Gaddarın Aşkı, Baskın, Vur
- 1973 Bitirim Kardeşler, Bitirimler Sosyetede, Ezo Gelin, Gazi Kadın, Kambur, Yaban, Anadolu Ekspresi, Hayat Bayram Olsa, Ölüme Koşanlar, Korkusuzlar
- 1974 Almanya'lı Yarim, Sahipsizler, Sensiz Yaşanmaz, Yazık Oldu Yarınlara, Askerin Dönüşü, Bir Yabancı, Ceza, Enayi, Uyanık Kardeşler
- 1975 Baldız, Köprü, Pisi Pisi, Yatak Hikayemiz
- 1976 Bodrum Hakimi, Deprem, Taksi Şöförü, Alev, Can Pazarı, Delicesine, Devlerin Aşkı, İki Kızgın Adam,  Silahlara Veda
- 1977 Dila Hanım, Selvi Boylum Al Yazmalım, Silah Arkadaşları, Tövbekar, Ana Ocağı, Fırtına, Kan
- 1978 Evlidir Ne Yapsa Yeridir, Derviş Bey, Düzen, Hedef, Cevriyem
- 1979 Doktor, Fırat, Gazeteci, İstanbul 79, İsyan
- 1981 Ah Güzel İstanbul, Kırık Bir Aşk Hikayesi
- 1982 Tomruk, Yürek Yarası, Aşkların En Güzeli, Elveda Dostum, Amansızlar
- 1983 Bedel, Kurban
- 1984 Yabancı, Balayı, Bir Yudum Sevgi, Güneş Doğarken, İmparator
- 1985 Seyyid, Yaz Bitti, Yılanların Öcü, Amansız Yol, Ateş Dağlı, Ölüm Yolu
- 1986 Sen Türkülerini Söyle, Sevgi Çıkmazı, Suçumuz İnsan Olmak, Sultanoğlu, Umut  Sokağı, Yarın Ağlayacağım, Dikenli Yol, Hayat Köprüsü, Güneşe Köprü
- 1987 Sende Yüreğinde Sevgiye Yer Aç, Yarınsız Adam, 72. Koğuş, Menekşeler Mavidir, Yaralı Can, Küçüğüm, Katırcılar
- 1988 Emanet, Hüzün Çemberi, Yedi Uyuyanlar, Bir Beyin Oğlu
- 1989 MedCezir Manzaraları, Acılar Paylaşılmaz, Film Bitti, Karılar Koğuşu, Kavgamız
- 1990 Tatar Ramazan, Eskici ve Oğulları, Sayın Başkan, Darbe
- 1991 Umut Hep Vardı, Aldatacağım, Ah Gardaşım
- 1992 Tatar Ramazan Sürgünde
- 1995 Aşk Ölümden Soğuktur
- 2000 Komser Şekspir
- 2003 Gönderilmemiş Mektuplar
- 2005 Sinema Bir Mucizedir

- Bibliothèque nationale de France: cb16577991m (data)
- Gemeinsame Normdatei: 1028983387
- International Standard Name Identifier: 0000 0003 5914 8168
- Library of Congress Control Number: no2008025242
- MusicBrainz: 271f9894-d981-43ef-8d72-88df03190179
- Système universitaire de documentation: 094604878
- Virtual International Authority File: 216210210
- WorldCat: E39PBJgH9cdDtyk8dDPfG7bcfq